# Jan Hasník

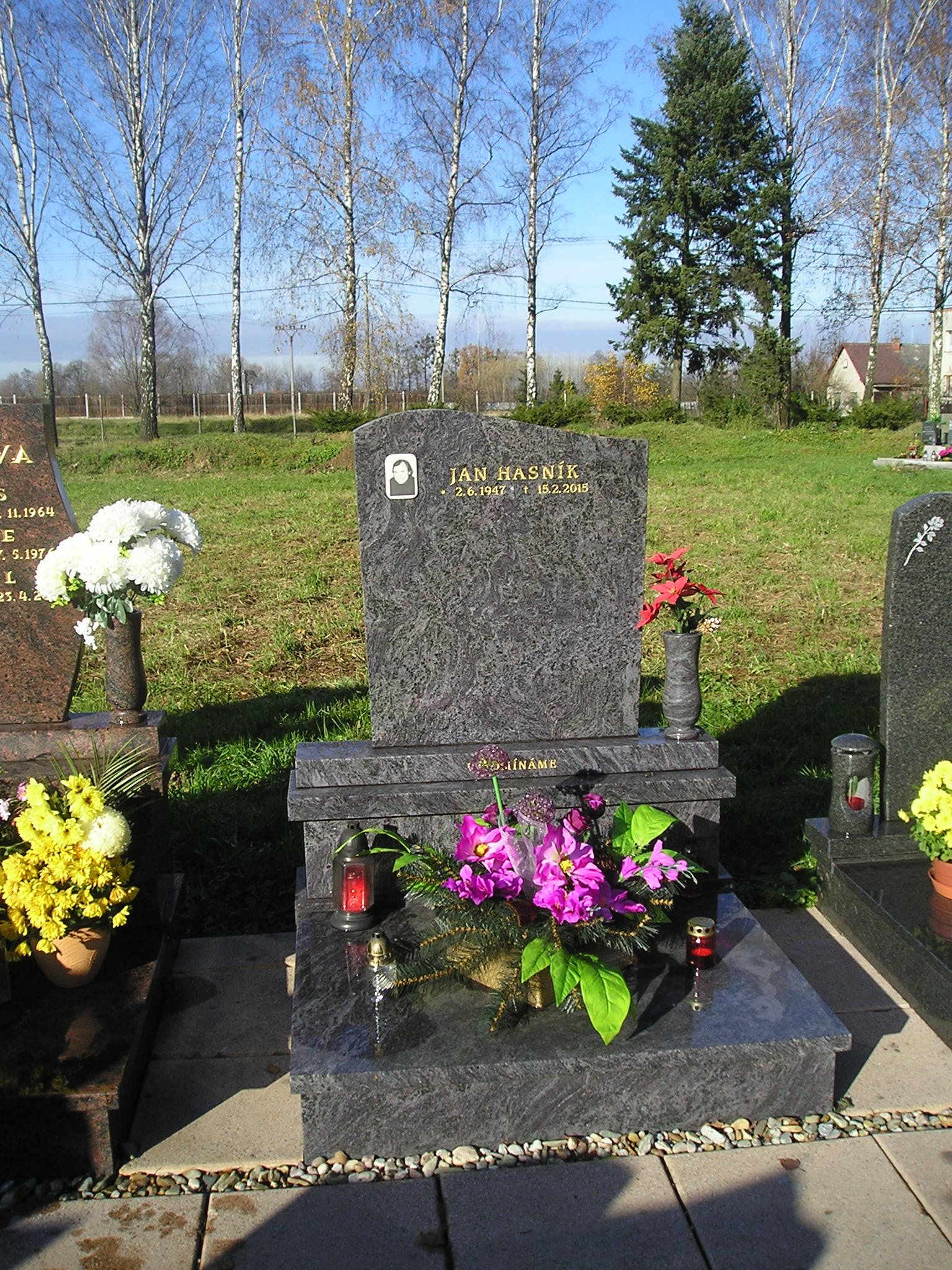
Hrob Jana Hasníka na těšínském hřbitově

Jan Hasník (2. června 1947 Český Těšín – 15. února 2015 Český Těšín) byl český kytarista. Začínal ve skupině The Spies, po jejímž rozpadu začal hrát ve skupině Flamingo a také v Ostravském rozhlasovém orchestru.

## Vzdělání
Vystudoval Střední průmyslovou školu stavební v Ostravě, potom rok pracoval v projekci v Ostravě a v roce 1969 se začal profesionálně věnovat hudbě. (Flamingo, ORO) V letech 1979–1983 vystudoval Státní konzervatoř, obor klasická kytara. Stal se perfektním studiovým hráčem a dokázal bezchybně zahrát z listu. V roce 1987 skončil s profesionální hudební kariérou. Potom se živil projektováním nábytku. Ve svém volném čase se věnoval leteckému modelářství.

## Hudební aktivity po roce 1987
Po ukončení profesionální kariéry si koupil syntetizér a začal tvořit elektronickou muziku ve stylu Depeche Mode.

## Manželství
V roce 1969 se oženil s učitelkou základní školy a později hotelové školy Jarmilou Basíkovou (předměty němčina, tělocvik). Má s ní dva syny, staršího Petra (1970) a mladšího Michala (1976). Později začali žít odloučeně.

## Na sklonku života
Byla mu diagnostikována rakovina jícnu. Po celý život měl slabší srdce. Vůbec se nešetřil. Chodil na ozařování s rakovinou a později prodělal operaci srdce, pak byl nějakou dobu v následné péči a po dalších komplikacích zemřel. Pohřben je na hřbitově v Českém Těšíně.